# Ujjas sás
Az ujjas sás (Carex digitata) az egyszikűek (Liliopsida) osztályának a perjevirágúak (Poales) rendjébe, ezen belül a palkafélék (Cyperaceae) családjába tartozó faj.

## Előfordulása
Az ujjas sás elterjedési területe csaknem egész Európa. Részlegesen Ázsiában is előfordul. Gyakori növényfaj.

## Megjelenése
Az ujjas sás sűrűn gyepes növekedésű, 10-40 centiméteres lágy szárú, évelő növény. Szára felálló, kissé puha. A levélhüvely bíborszínű. A levéllemez kemény, szélén érdes, lapos, 2-4, néha 6 milliméter széles. A virágzat laza, 3-5, csaknem ülő vagy kocsányos, felálló füzérkével. A legfelső füzérke porzós virágú. Az 1,5-3 centiméter, gyűrű alakban elrendeződő termős füzérkék kocsányát hüvelyszerű fellevelek zárják körül. A pelyvák vörösbarnák, keskeny, fehér szegéllyel, szélük fogazott. A tömlő három élű, világoszöld vagy világosbarna, rövid, hengeres csőrű, aprón szőrös. A magháznak 3 bibéje van, a termés élesen háromélű.

## Életmódja
Az ujjas sás nyirkos és mészkerülő erdők, száraz tölgyesek, fenyvesek lakója.
A virágzási ideje március–május között van.

## Képek

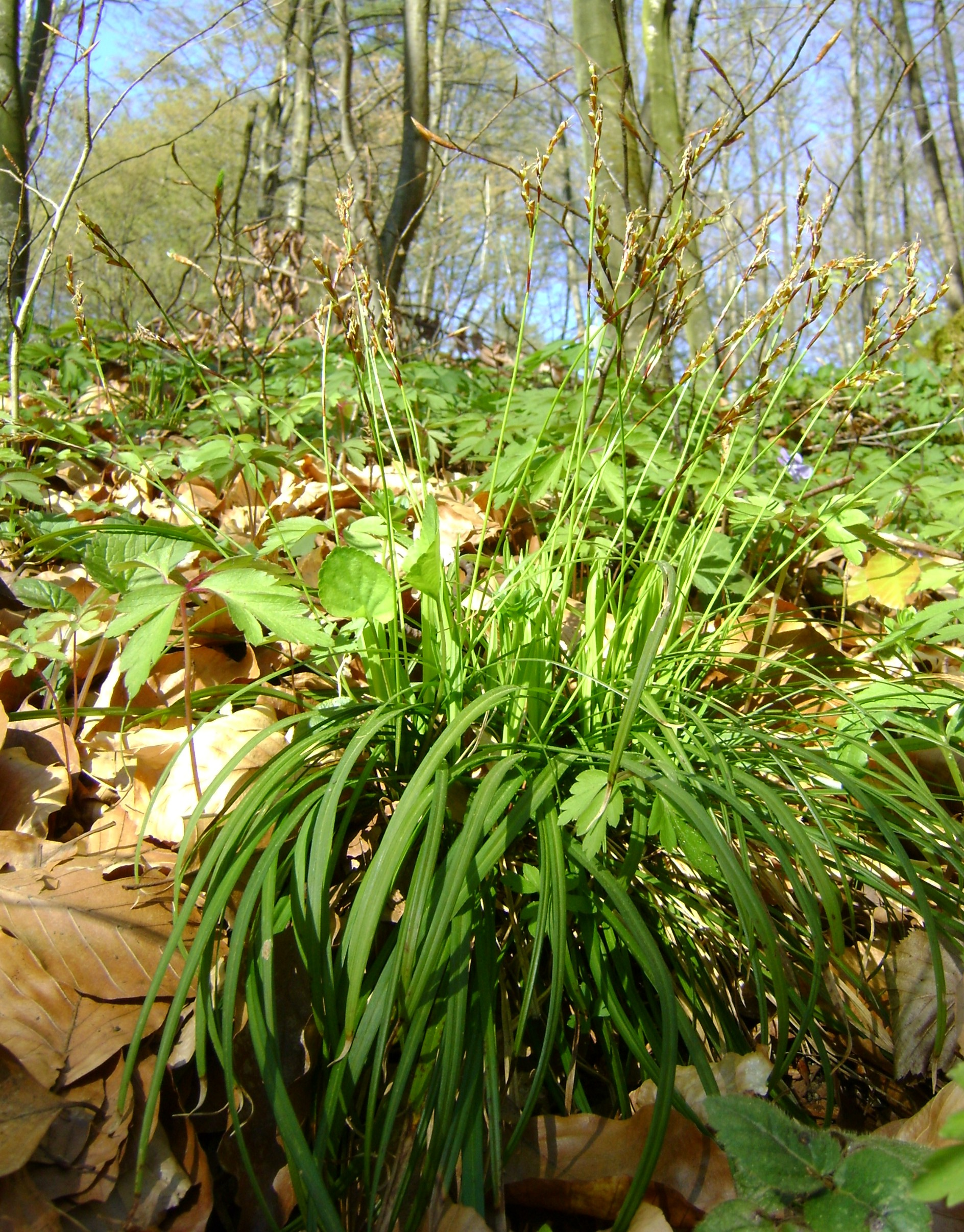
a növény
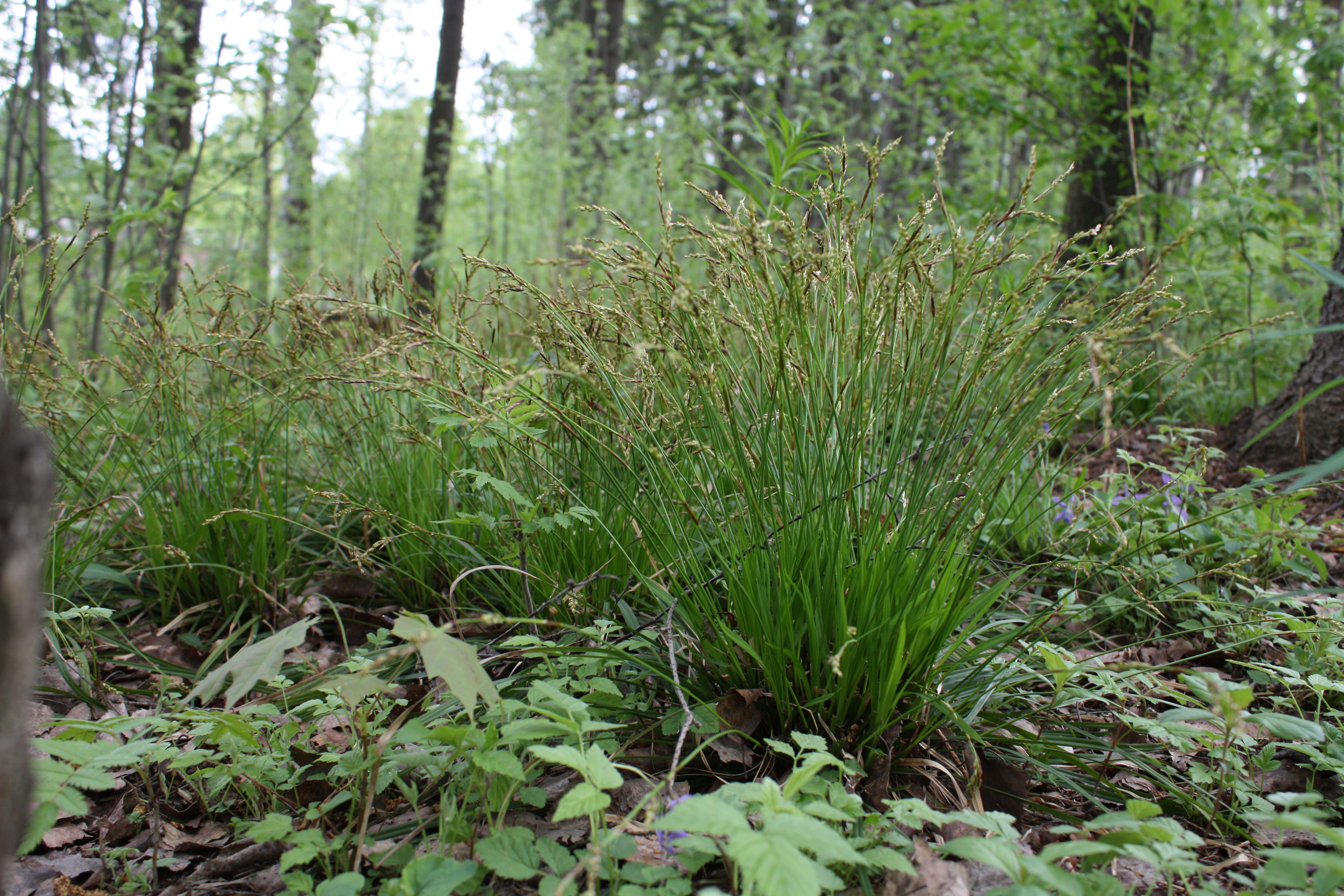
a természetes
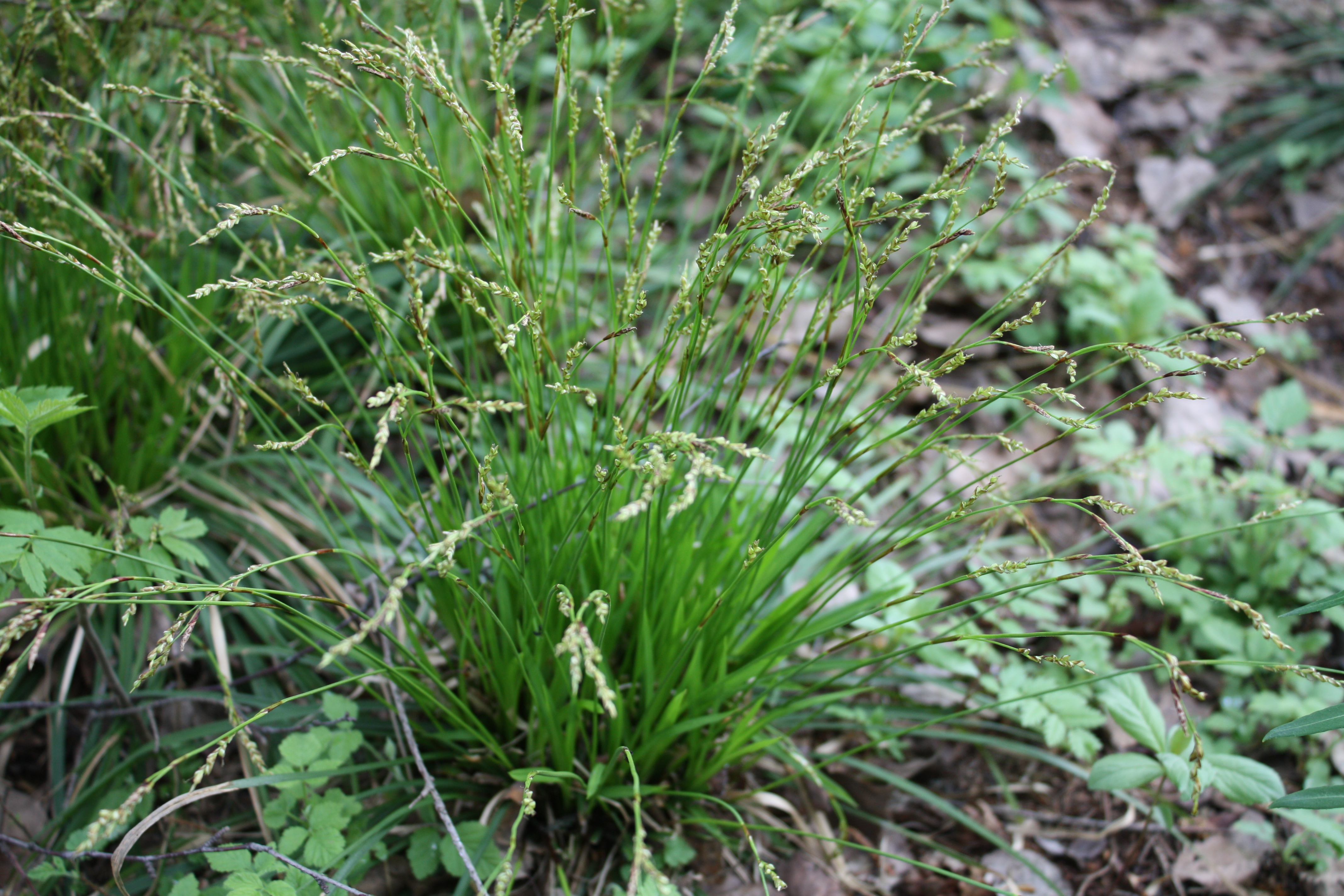
élőhelyén
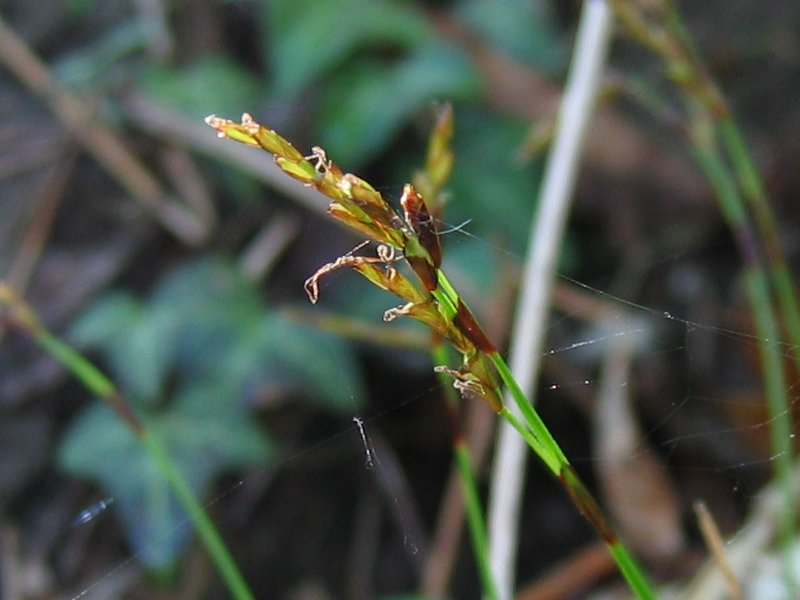
virágzata
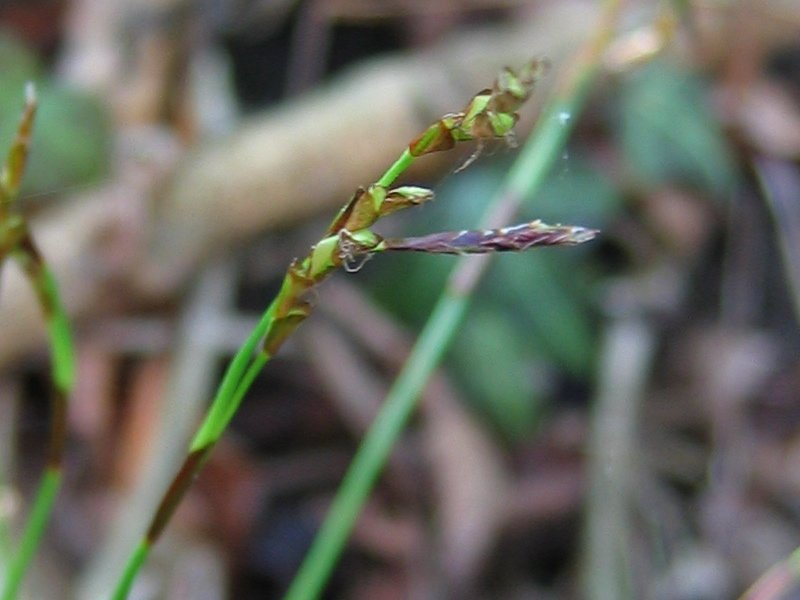
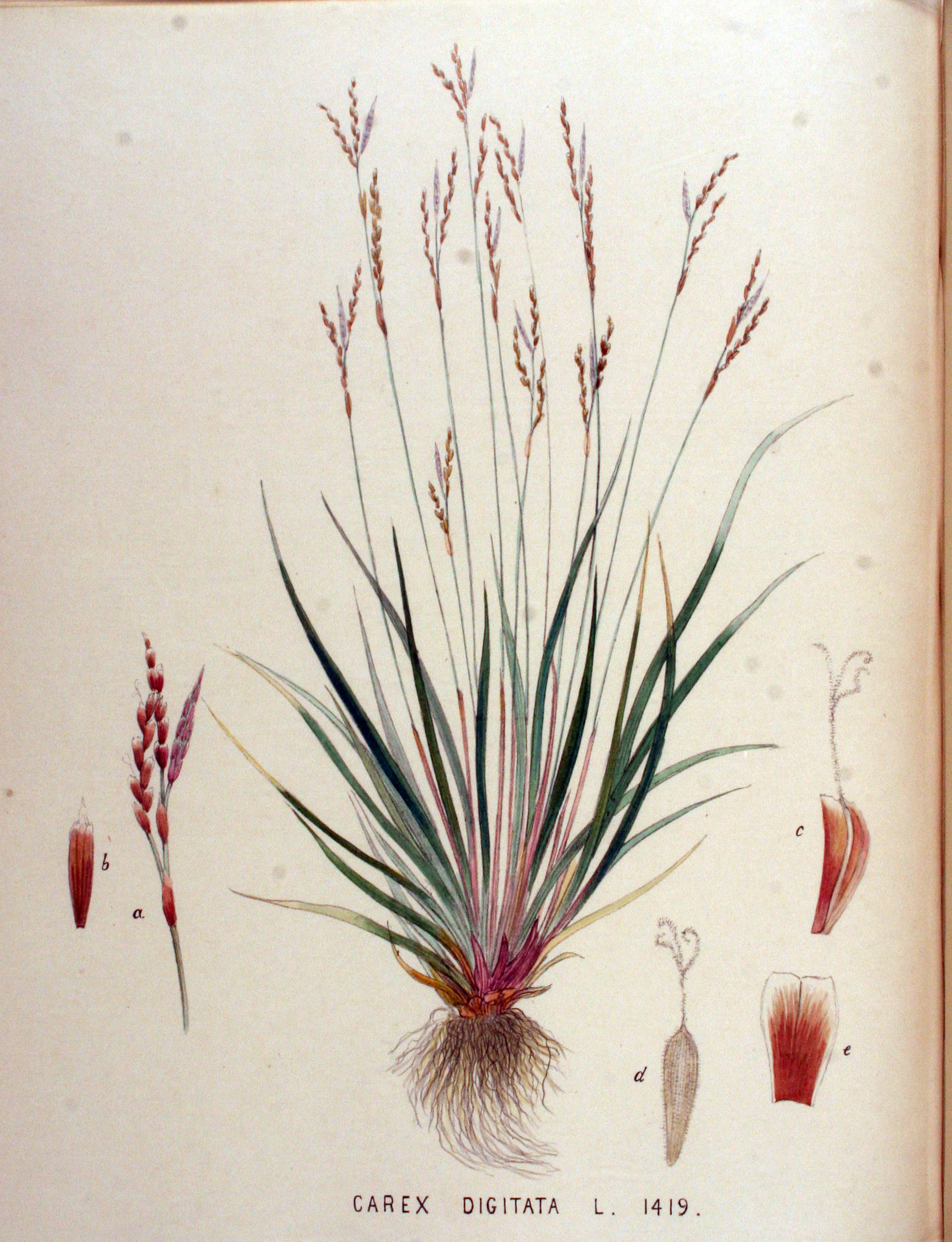
rajz a növényről